# Hyoidben
Hyoidbenet (latin: hyoideum), er en hesteskoformet knogle placeret rundt om halsen lige under hagen. Denne knogle er unik, fordi det er den eneste knogle i den menneskelige krop, der ikke er forbundet direkte med andre knogler. Dens funktion er at  den hjælper med bevægelsen af tungen og med at synke.